# Zámecká (Praha)
Zámecká ulice se nachází na Malé Straně v Praze a spojuje Malostranské náměstí a Nerudovu ulici s Thunovskou ulicí.

## Historie a názvy
Ulice je strmá a krátká, tvoří ji pouze několik domů. V minulosti několikrát změnila svůj název:
- od 14. do 19. století – Ke stupňům
- od roku 1829 – Nové zámecké schody nebo Pod Novými zámeckými schody
- od roku 1870 – současný název Zámecká.

## Budovy, firmy a instituce
Historicky zajímavé domy v ulici jsou:
- U krásné Panny Marie – Zámecká 3
- U sv. Jana Nepomuckého – Zámecká 4
- dům s vyobrazením Panny Marie – Zámecká 6
- Pivo & Basilico Caffe Restaurant, restaurace – Zámecká 2[3]